# خوستاف فان روستبروک
خوستاف فان روستبروک (انگلیسی: Gustaaf Van Roosbroeck؛ زادهٔ ۱۶ مهٔ ۱۹۴۸ ‏(۷۶ سال)) دوچرخه‌سوار اهل بلژیک است.